# لوبتش
لوبتش (به چکی: Lobeč) یک منطقهٔ مسکونی در جمهوری چک است که در ناحیه میلنیک واقع شده‌است.